# Liste der Kreisstraßen im Landkreis Hildesheim

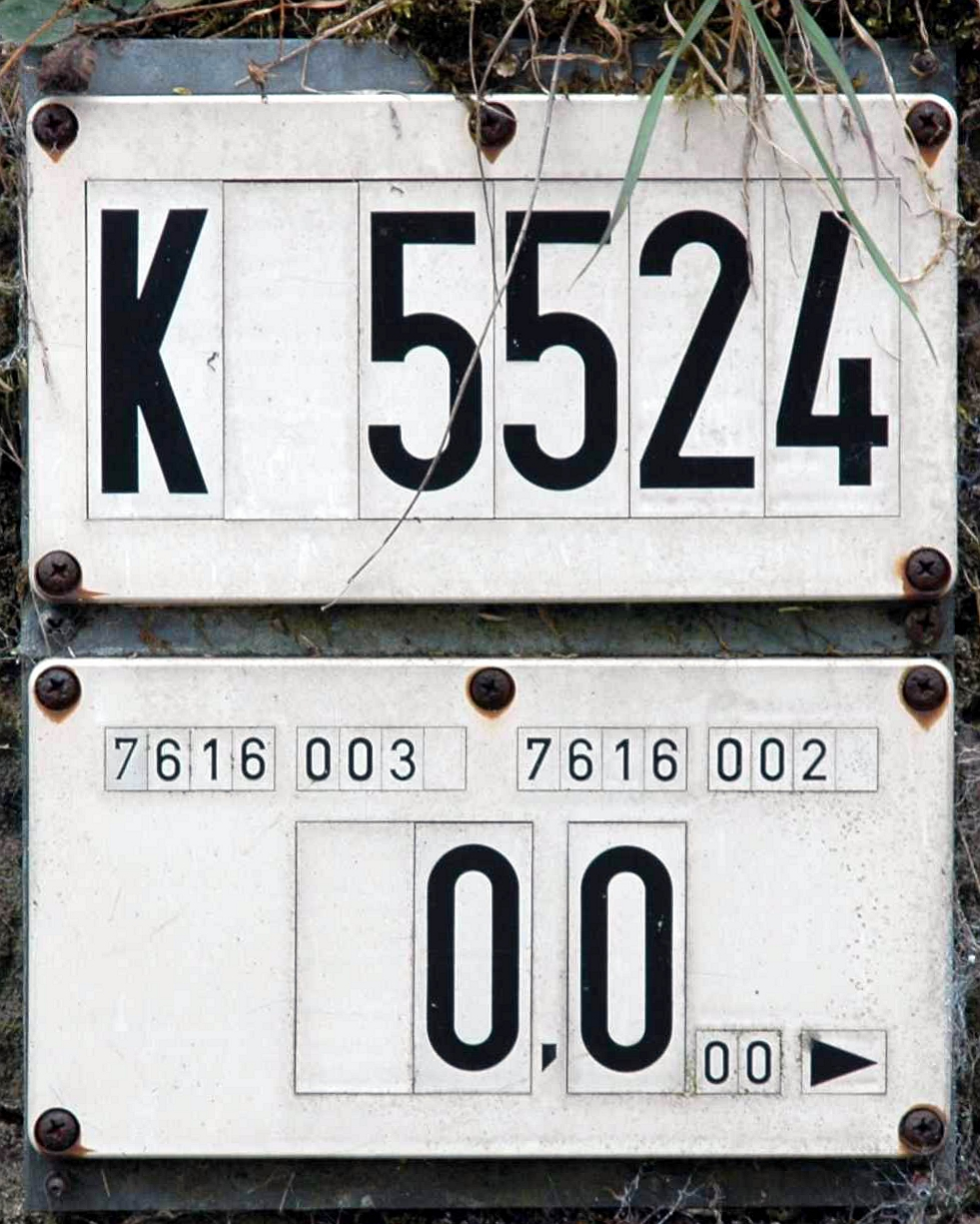
Stationszeichen

Die Liste der Kreisstraßen im Landkreis Hildesheim führt alle Kreisstraßen im niedersächsischen Landkreis Hildesheim auf.

## Abkürzungen
- K: Kreisstraße
- L: Landesstraße

## Listen
Nicht vorhandene bzw. nicht nachgewiesene Kreisstraßen werden in Kursivdruck gekennzeichnet, ebenso Straßen und Straßenabschnitte, die unabhängig vom Grund (Herabstufung zu einer Gemeindestraße oder Höherstufung) keine Kreisstraßen mehr sind.
Auf dem Gebiet der Stadt Hildesheim werden die Straßennamen angegeben.
Der Straßenverlauf wird in der Regel von Nord nach Süd und von West nach Ost angegeben.
| Nr.   | Verlauf |
| ----- | --- |
| K 101 | – Steinbergstraße – Robert-Bosch-Straße – K 103 – Neuhofer Straße – L 485 |
| K 102 | – Linnenkamp – Marsbergstraße – |
| K 103 | L 460 – Robert-Bosch-Straße – K 101 |
| K 104 | L 491 – Struckmannstraße – Hohnsen – |
| K 105 | – Im Mittelfeld – Hildesheimer Stadtgrenze – K 301 in Barienrode |
| K 106 | – Peiner Landstraße – Hildebrandstraße – Bavenstedter Hauptstraße – K 107 – Bavenstedter Hauptstraße – K 107 – Bavenstedter Hauptstraße – Wankelstraße – K 203                                    |
| K 107 | K 203 in Hönnersum – Hildesheimer Stadtgrenze – Hönnersumer Straße – K 106 – Bavenstedter Hauptstraße – K 106 – Schmiedestraße – Am Schwarzen Weg – Bavenstedter Straße – – Bavenstedter Straße – |
| K 108 | – Sorsumer Hauptstraße – L 460 |

| Nr.   | Verlauf |
| ----- | --- |
| K 201 | in Harsum – L 467 – in Asel |
| K 202 | in Asel – K 203/K 204 in Borsum |
| K 203 | – Borsum – K 204 – K 202 – Hönnersum – K 205 – K 107 – Hildesheimer Stadtgrenze – Löwentorstraße – K 106 – Löwentorstraße – – Löwentorstraße – Ringstraße – Lindenweg – |
| K 204 | /L 467 in Harsum – Borsum – K 202 – K 203 – L 411 – Hüddessum – Adlum – K 206 – K 208 in Ahstedt                                                                        |
| K 205 | K 203 in Hönnersum – L 411 in Machtsum |
| K 206 | (K 37 im Landkreis Peine) – Kreisgrenze – Adlum – K 204 – |
| K 207 | (K 38 im Landkreis Peine) – Kreisgrenze – L 477 in Oedelum |
| K 208 | (K 29 im Landkreis Peine) – Kreisgrenze – Oedelum – L 477 – K 207 – Garmissen – K 209 – Ahstedt – K 204 – in Schellerten                                                |
| K 209 | K 209 in Garmissen – in Garbolzum |
| K 210 | – Garbolzum Bahnhof – L 475 in Dingelbe |
| K 211 | L 492 in Ottbergen – K 212 in Wöhle |
| K 212 | L 475 in Dingelbe – Wöhle – K 211 – /L 409 in Heersum |
| K 213 | – Luttrum – Kreisgrenze – (K 56 im Landkreis Wolfenbüttel) |
| K 214 | L 494 in Nettlingen – Kreisgrenze – (K 58 im Landkreis Wolfenbüttel) |
| K 215 | L 477 in Mölme – Feldbergen – L 475 – Dingelbe – in Nettlingen |
| K 216 | in Bettrum – L 475 in Bettrum |
| K 217 | / in Hoheneggelsen – L 475 in Klein Himstedt |
| K 218 | / in Steinbrück – K 219 – L 475 in Groß Himstedt |
| K 219 | K 218 in Steinbrück – Söhlde – K 220 – Kreisgrenze – (K 5 in Salzgitter)                                                                                                |
| K 220 | L 475 in Söhlde – Kreisgrenze – (K 46 im Landkreis Peine) |

| Nr.   | Verlauf |
| ----- | --- |
| K 301 | L 485 – Barienrode – K 105 – K 302 in Söhre                                                                                        |
| K 302 | L 485 in Diekholzen – Söhre – K 301 – – Hildesheimer Stadtgrenze – Beusterstraße – L 491/L 499                                     |
| K 303 | L 499 – Lechstedt – L 499 in Heinde                                                                                                |
| K 304 | in Groß Düngen – Klein Düngen – Hockeln – L 499 in Heersum                                                                         |
| K 305 | in Astenbeck – Holle – K 306 – L 493 – K 308 – Kreisgrenze – (K 52 im Landkreis Wolfenbüttel)                                      |
| K 306 | K 305 in Holle – L 493 |
| K 307 | – Grasdorf – L 493 – Kreisgrenze – (K 77 im Landkreis Wolfenbüttel)                                                                |
| K 308 | K 305 – Sillium – K 309 – Nienhagen – L 497                                                                                        |
| K 309 | in Söder Heidekrug – Söder – Hackenstedt – Sottrum – L 493 – K 308                                                                 |
| K 310 | L 497 in Schlewecke – K 312 – Werder – Bönnien – K 335 – K 334 –                                                                   |
| K 312 | K 310 in Schlewecke – L 498 in Bockenem                                                                                            |
| K 313 | K 334 – Hary – |
| K 314 | K 317 – K 328 – Groß Ilde – K 316 – Bültum – K 315 –                                                                               |
| K 315 | L 490 in Bad Salzdetfurth – Wehrstedt – L 493 – K 314 in Bültum                                                                    |
| K 316 | L 493 in Bodenburg – K 336 – Klein Ilde – K 314 in Groß Ilde                                                                       |
| K 317 | L 493 in Bodenburg – K 319 – K 336 – K 318 – Wöllersheim – K 314 – K 322 – L 466 in Lamspringe                                     |
| K 318 | Evensen – K 317 |
| K 319 | L 490 in Bodenburg – K 317 in Bodenburg                                                                                            |
| K 320 | L 482 in Breinum – L 490 in Sehlem                                                                                                 |
| K 321 | L 485 – Westfeld – L 482 |
| K 322 | L 489 in Wrisbergholzen – L 482 in Segeste                                                                                         |
| K 323 | L 469 in Adenstedt – Irmenseul – K 324 – Woltershausen – K 325 – K 326 – Hornsen – K 327 – L 488 – Eyershausen – L 486 – Wetteborn |
| K 324 | K 323 in Irmenseul – L 489 in Harbarnsen                                                                                           |
| K 325 | L 489 in Harbarnsen – K 323/K 326 in Woltershausen                                                                                 |
| K 326 | K 323/K 325 in Woltershausen – L 489 in Netze                                                                                      |
| K 327 | K 323 in Hornsen – L 489 in Graste                                                                                                 |
| K 328 | K 314 – K 329 in Neuhof |
| K 329 | K 317 – Neuhof – K 328 – Ammenhausen – K 330 – K 331                                                                               |
| K 330 | K 329 – Wohlenhausen |
| K 331 | /L 498 in Bockenem – Königsdahlum – K 329 – K 332 – Kreisgrenze – (K 58 im Landkreis Goslar)                                       |
| K 332 | K 331 – in Bornum |
| K 333 | L 500 in Bockenem – Ortshausen – L 497 – L 594 in Jerze                                                                            |
| K 334 | K 310 in Bönnien – Störy – K 313                                                                                                   |
| K 335 | – K 310 in Bönnien |
| K 336 | K 317 in Bodenburg – K 316 in Bodenburg                                                                                            |

| Nr.   | Verlauf                                                                                                |
| ----- | --- |
| K 401 | K 402 in Freden (Leine) – Kreisgrenze – (K 63 im Landkreis Holzminden)                                 |
| K 402 | Alfeld (Leine) – Föhrste – Wispenstein – K 403 – Freden (Leine) – K 401 – L 487                        |
| K 403 | – Imsen – K 402 in Wispenstein                                                                         |
| K 404 | L 486 in Alfeld (Leine) – Hörsum – Everode – Winzenburg – L 486                                        |
| K 405 | K 406 in Warzen – L 484 in Gerzen                                                                      |
| K 406 | K 407 in Brunkensen – Warzen – K 405 – Alfeld (Leine)                                                  |
| K 407 | in Godenau – Brüninghausen – K 409 – Brunkensen – K 406 – Kreisgrenze – (K 26 im Landkreis Holzminden) |
| K 408 | L 480 in Brüggen – Wettensen – Eimsen – L 480 in Alfeld (Leine)                                        |
| K 409 | – Deinsen – Lübbrechtsen – K 429 – K 412 – Hoyershausen – K 427 – K 407 in Brüninghausen               |
| K 412 | K 429 – Rott – K 409                                                                                   |
| K 414 | L 480 in Rheden – Wallenstedt – K 415                                                                  |
| K 415 | L 480 – Wallenstedt – K 414 – Heinum – K 416 – K 417 – Eberholzen – L 482/L 485 in Sibbesse            |
| K 416 | K 415 in Heinum – K 417                                                                                |
| K 417 | L 482 in Eitzum – K 416 – K 415                                                                        |
| K 418 | L 480 – Eddinghausen – Haus Escherde                                                                   |
| K 419 | – Groß Escherde                                                                                        |
| K 420 | K 421 in Deilmissen –                                                                                  |
| K 421 | (K 5 im Landkreis Hameln-Pyrmont) – Kreisgrenze – Gut Heinsen – Deilmissen – K 420 – K 422 – in Eime   |
| K 422 | (K 63 im Landkreis Hameln-Pyrmont) – Kreisgrenze – Esbeck – L 482 – K 421                              |
| K 423 | Elze – Sehlde – K 426 – K 424 – K 425 – L 482 in Esbeck                                                |
| K 424 | K 423 in Sehlde – L 482                                                                                |
| K 425 | (K 7 im Landkreis Hameln-Pyrmont) – Kreisgrenze – K 423 in Sehlde                                      |
| K 426 | – Mehle – K 423 in Sehlde                                                                              |
| K 427 | Langenholzen – K 409                                                                                   |
| K 428 | – L 462 in Duingen                                                                                     |
| K 429 | in Marienhagen – K 412 – K 409 in Lübbrechtsen                                                         |

| Nr.   | Verlauf |
| ----- | --- |
| K 501 | (K 208 in der Region Hannover) – Kreisgrenze – |
| K 502 | (K 207 in der Region Hannover) – Kreisgrenze – Wittenburg – Sorsum –                                                                                 |
| K 503 | L 410 in Nordstemmen – /L 468 in Burgstemmen |
| K 504 | L 410 in Nordstemmen – in Mahlerten |
| K 505 | (K 204 in der Region Hannover) – Kreisgrenze – K 506 – Adensen – – Kreisgrenze – (K 209 in der Region Hannover) – Kreisgrenze – L 410 in Nordstemmen |
| K 506 | K 505 – Adensen – Kreisgrenze – (K 204 in der Region Hannover)                                                                                       |
| K 507 | L 410 in Nordstemmen – /L 480 in Heyersum |
| K 509 | in Hasede – Giesen – K 510 – Emmerke – |
| K 510 | L 410 in Rössing – L 460 – K 509 |
| K 511 | K 512 in Ahrbergen – |
| K 512 | in Bierbruch – K 511 in Ahrbergen |
| K 513 | (K 219 in der Region Hannover) – Kreisgrenze – ohne Abzweig einer klassifizierten Straße – Kreisgrenze – (K 209 in der Region Hannover)              |
| K 514 | K 516 in Heisede – Ruthe – Schliekum – Kreisgrenze – (K 202 in der Region Hannover)                                                                  |
| K 516 | (K 260 in der Region Hannover) – Kreisgrenze – Heisede – K 514 – – L 410 in Sarstedt                                                                 |
| K 517 | L 479 – |
| K 518 | L 479 in Algermissen – L 411 |
| K 519 | (K 266 in der Region Hannover) – Kreisgrenze – Bledeln – K 520 – Lühnde – K 521 – Tiefenbeck – K 523 – L 479 in Algermissen                          |
| K 520 | K 519 in Bledeln – L 479 |
| K 521 | (K 167 in der Region Hannover) – Kreisgrenze – Lühnde – K 522 – K 519                                                                                |
| K 522 | K 521 in Lühnde – Wätzum – K 523 – L 411 in Groß Lobke                                                                                               |
| K 523 | (K 138 in der Region Hannover) – Kreisgrenze – Ummeln – Wätzum – K 522 – K 521 in Tiefenbeck                                                         |
| K 524 | Barnten – L 460 |